# Сафиуллин, Гиндулла Гизатуллович
Гиндулла Гизатуллович Сафиуллин (7 мая 1933 — 2016) — тракторист, механик бригады колхоза имени Ленина Давлекановского района РБ, Герой Социалистического Труда.

## Биография
Гиндулла Гизатуллович Сафиуллин родился 7 мая 1933 г. в д. Волга Давлекановского района БАССР.
Образование — среднее. Трудовую деятельность начал в 1948 г. в колхозе имени Ленина Давлекановского района, в 1952—1953 гг. учился в Давлекановском училище механизации.
В 1953—1958 гг. работал трактористом, помощником бригадира тракторной бригады Чуюнчинской МТС, с 1961 г. — трактористом, механиком бригады колхоза имени Ленина Давлекановского района.	
Работая на комбайне «Колос», Г. Г. Сафиуллин за три года десятой пятилетки (1976—1980) планы по намолоту зерна выполнял на 280-350 процентов. В социалистическом соревновании среди механизаторов района в течение ряда лет занимал первое место. Благодаря его высокопроизводительному труду за три года пятилетки колхозом государству было продано 9 433 тонны зерна при народно-хозяйственном плане 9 170 тонн, или 102,8 процента к плану. В 1978 г. хозяйство вместо 3 000 тонн государству продало 5 000 тонн хлеба - план был выполнен на 167 процентов С каждого гектара было получено по 40 центнеров гороха, 35,5 центнера ржи и столько же озимой пшеницы. За три года пятилетки на комбайне «Колос» он намолотил более 39 000 центнеров зерна. Только в 1978 г. он вместо 5 000 центнеров из бункера своего комбайна выдал 17 523 центнера зерна и при этом сэкономил 10 процентов горюче-смазочных материалов.
За выдающиеся успехи, достигнутые в производстве и продаже государству зерна и других продуктов земледелия в 1978 г., и высокие образцы трудового героизма Указом Президиума Верховного Совета СССР от 12 апреля 1979 г. Г Г. Сафиуллину присвоено звание Героя Социалистического Труда.
До ухода на пенсию в 1993 г. работал комбайнером-трактористом колхоза имени Ленина.
Жил в городе Давлеканово.

## Награды
- Герой Социалистического Труда (19)
- Награждён орденами Ленина (1973, 1979), Трудового Красного Знамени (1971), медалями.